# 王秉山
王秉山（？—），男，中华人民共和国政治人物，中国人民解放军少将。曾任中央军委纪委副书记兼总政治部纪律检查部部长、中央军委巡视组组长。